# 中国共产党第十二届中央委员会委员列表
中国共产党第十二次全国代表大会於1982年9月1日至11日在北京召开。大会选举了210名中国共产党第十二届中央委员会委员。

## 委员名单
于明涛、于洪恩、万达、万里、万海峰、马文瑞、马兴元、习仲勋、王芳、王猛、王震、王丙、王汉斌、王光中、王光宇、王兆国、王全国、王任重、王克文、王诚汉、王恩茂、王崇伦、王朝文（苗族）、王鹤寿、韦国清（壮族）、尤太忠、毛致用、乌兰夫（蒙古族）、方毅、巴桑（女，藏族）、邓力群、邓小平、邓颖超、邓稼先（女）、布赫（蒙古族）、叶飞、叶剑英、田纪云、白栋材、司马义·艾买提（维吾尔族）、邢燕子（女）、吕培俭、朱云谦、朱光亚、朱穆之、乔石、乔晓光、伍精华（彝族）、任仲夷、华国锋、向守志、刘震、刘正威、刘华清、刘志坚、刘复之、刘振华、江泽民、江拥辉、池必卿、安平生、许家屯、孙大光、阴法唐、严东生、苏钢、苏毅然、李锐、李鹏、李力安、李子奇、李立功、李东冶、李先念、李启明、李学智、李梦华、李绪鄂、李森茂、李瑞环、李锡铭、李溪溥、李德生、李耀文、杨波、杨勇、杨堤、杨成武、杨汝岱、杨易辰、杨尚昆、杨得志、楊靜仁（回族）、杨德中、肖华、肖寒、肖全夫、吴全清、吴学谦、何康、何东昌、余秋里、谷牧、沈图、沈因洛、宋平、宋任穷、张寿、张震、张廷发、张再旺、张劲夫、张爱萍、张铚秀、张曙光、陈云、陈彬、陈雷、陈仁洪、陈丕显、陈伟达、陈希同、陈国栋、陈福汉、陈慕华（女）、陈璞如、林若、林乎加、林丽韫（女）、罗青长、周惠、周子健、周世忠、周建南、郑三生、郑拓彬、项南、赵守一、赵兴元、赵志坚、赵苍璧、赵南起（朝鲜族）、赵海峰、赵紫阳、郝建秀（女）、胡宏、胡绳、胡立教、胡乔木、胡启立、胡耀邦、柳林、饶兴礼、洪学智、姚广、姚依林、贺进恒、贺敬之、秦川、秦仲达、秦基伟、袁宝华、聂荣臻、莫文祥、热地（藏族）、顾秀莲（女）、钱正英（女）、钱永昌、铁瑛、铁木尔·达瓦买提（维吾尔族）、倪志福、徐少甫、徐向前、殷渊、高扬文、郭力文（女）、唐克、黄华、黄知真、黄新廷、崔乃夫、崔月犁、康世恩、康克清（女）、章泽、梁必业、梁灵光、梁步庭、彭冲、彭真、蒋南翔、韩先楚、韩培信、覃应机（壮族）、傅奎清、焦林义、鲁大东、谢希德（女）、谢振华、强晓初、解峰、廖汉生、廖承志、赛福鼎（维吾尔族）、谭友林、谭启龙、谭善和、薛驹、穆青（回族）、戴苏理
- 因病逝世：杨勇、廖承志、肖华、邓稼先
- 中国共产党第十二届中央委员会第二次全体会议于1983年10月11日至12日在北京举行，全会决定递补候补中央委员杨泰芳、朗大忠（傣族）为中央委员[2]。
- 中国共产党第十二届中央委员会第四次全体会议于1985年9月16日在北京举行，全会批准叶剑英、邓颖超、徐向前、聂荣臻、乌兰夫、王震、韦国清、李德生、宋任穷、张廷发、马文瑞、王恩茂、王鹤寿、白栋材、朱穆之、任仲夷、刘震、刘华清、刘志坚、刘复之、许家屯、孙大光、李锐、李启明、杨易辰、肖全夫、张震、张爱萍、张铚秀、陈伟达、陈国栋、林乎加、周子健、郑三生、赵守一、赵苍璧、胡立教、洪学智、袁宝华、铁瑛、黄华、黄新廷、康克清、梁必业、梁灵光、蒋南翔、韩先楚、覃应机、鲁大东、谢振华、廖汉生、谭友林、谭启龙、谭善和辞去中央委员会委员的请求[3]。
- 中国共产党全国代表会议于1985年9月18日至23日在北京召开，会议增选丁关根、万绍芬（女）、王涛、王海、王蒙、王忍之、王森浩、尹克升、叶选平、白纪年、邢崇智、朱训、朱厚泽、伍绍祖、关广富（满族）、阮崇武、孙维本、芮杏文、李九龙、李际均、李昌安、李贵鲜、李铁映、杨正午（土家族）、杨析综、吴文英（女）、吴蔚然、何竹康、邹家华、宋健、迟浩田、张帼英（女）、陈光毅、陈辉光、周光召、周克玉、赵先顺、胡平、胡锦涛、侯捷、贾春旺、钱李仁、钱其琛、徐惠滋、高狄、黄璜、尉健行、蒋心雄、蒋民宽、傅全有、普朝柱、廖暉、熊清泉、黎明、魏金山为中央委员[4]。
- 中国共产党第十二届中央委员会第六次全体会议于1986年9月28日在北京举行，全会同意递补候补中央委员尹长民为中央委员[5]。
- 中国共产党第十二届中央委员会第七次全体会议于1987年10月20日在北京举行，全会确认1987年7月14日中共中央政治局关于撤销沈图中央委员职务的决定[6]。